# 韋巴

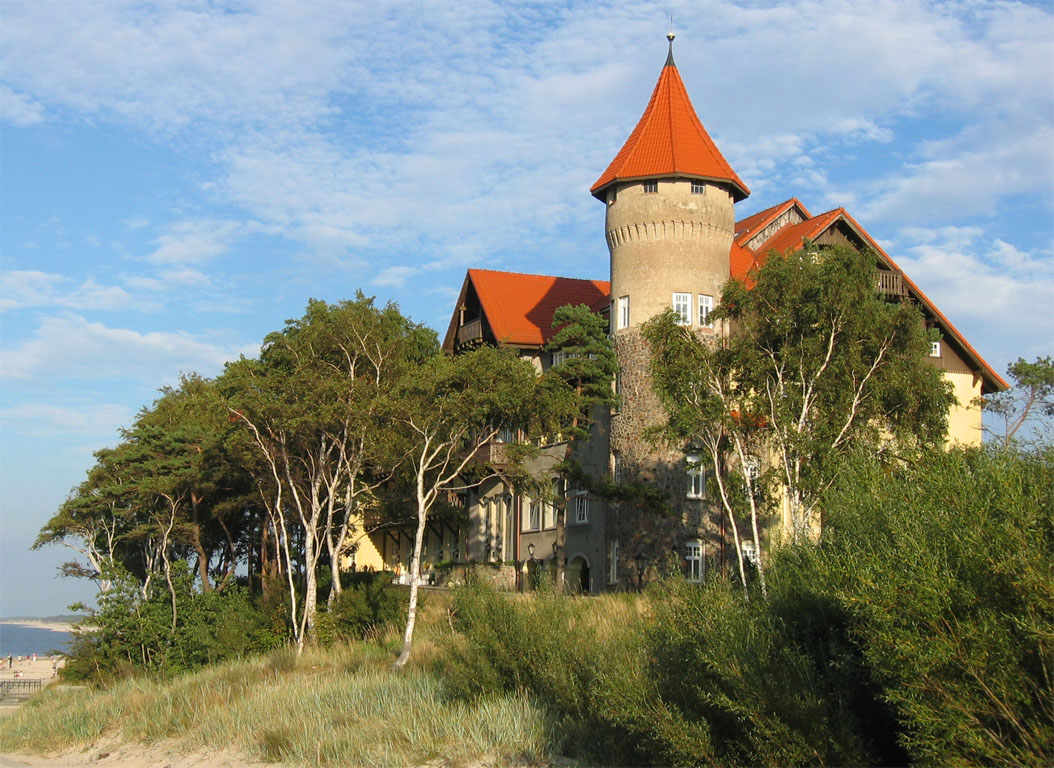

韋巴是波蘭的城鎮，位於該國北部波羅的海沿岸，由濱海省負責管轄，面積14.8平方公里，2006年人口3,824。在第一次瓜分波蘭中，該鎮在1772年被納入普魯士王國管治範圍。
著名的納粹德國齊柏林伯爵號航空母艦即沉沒在港外附近的海底中。

## 外部連結
- Main website （页面存档备份，存于）
- Łeba accomodation （页面存档备份，存于）
- Photogallery
- Library

54°45′N 17°33′E / 54.750°N 17.550°E
1. ↑   （页面存档备份，存于）齊柏林伯爵號沉沒地點座標